# Nero AG
Nero AG è un'azienda tedesca produttrice di software con sede a Karlsbad in Germania. È conosciuta soprattutto per il diffusissimo software di masterizzazione Nero Burning ROM e per la suite multimediale Nero Multimedia Suite, che include anche il noto software di masterizzazione.
L'azienda è stata fondata nel 1995 da Richard Lesser ed era originariamente conosciuta come Ahead Software AG fino a gennaio 2005, quando ha cambiato nome per via della popolarità acquistata con Nero Burning ROM.